# Ipala (Tanzania)
Ipala è una circoscrizione rurale (rural ward) della Tanzania situata nel distretto urbano di Dodoma, regione di Dodoma. Conta una popolazione di 6 026 abitanti (censimento 2012).